# Eternal Pyre
Eternal Pyre è il secondo EP del gruppo musicale statunitense Slayer, pubblicato il 6 giugno 2006 dalla American Recordings.

## Descrizione
Pubblicato come anticipazione del nono album in studio Christ Illusion, l'EP contiene una traccia audio, ovvero Cult, e due tracce video, ovvero un'esecuzione dal vivo di War Ensemble in Germania e un dietro le quinte delle sessioni di registrazione di Christ Illusion.

## Tracce
1. Cult – 4:40 (Kerry King)
2. War Ensemble (Live in Germany) (Video) – 5:59 (testo: Tom Araya – musica: Jeff Hanneman)
3. Slayer - In the Studio, Behind the Scenes (Video) – 1:34

## Formazione
- Tom Araya – voce, basso
- Jeff Hanneman – chitarra solista
- Kerry King – chitarra solista
- Dave Lombardo – batteria

## Classifiche
| Classifica (2006) | Posizione massima |
| ----------------- | ----------------- |
| Danimarca         | 3                 |
| Finlandia         | 2                 |
| Svezia            | 48                |
| Svizzera          | 88                |